# Jan Bürger (Schriftsteller)
Jan Bürger (* 3. Oktober 1968 in Braunschweig) ist ein deutscher Schriftsteller und Literaturwissenschaftler.

## Leben
Jan Bürger studierte Deutsche Sprache und Literatur sowie Politikwissenschaften in Hamburg und wurde dort im Jahr 2000 über Hans Henny Jahnn promoviert. An der Universität Hamburg war er bis 1997 Mitarbeiter der „Arbeitsstelle Hans Henny Jahnn“. Er schrieb zahlreiche Artikel für die Wochenzeitung Die Zeit und war von 2000 bis 2002 Redakteur der Zeitschrift Literaturen (Berlin).
Seitdem arbeitet Bürger als wissenschaftlicher Mitarbeiter am Deutschen Literaturarchiv in Marbach am Neckar, wo er das „Siegfried Unseld Archiv“ leitet. Er hat mehrere Werke und Briefwechsel (u. a. von Max Frisch, Theodor W. Adorno, Hilde Domin, Joseph Roth, Wilhelm Genazino und Siegfried Unseld) herausgegeben. Er ist Mitherausgeber der Briefe Hans Henny Jahnns (Hoffmann und Campe, 1994) und Herausgeber des Briefwechsels zwischen Jahnn und Ernst Kreuder (Die Mainzer Reihe, 1995). 2003 wurde seine Jahnn-Biografie Der gestrandete Wal erstmals publiziert. 2013 veröffentlichte er eine vielbeachtete Kulturgeschichte des Neckars. 2020 folgte Zwischen Himmel und Elbe. Eine Hamburger Kulturgeschichte. 2014 war er Gastprofessor an der Vanderbilt University in Nashville, TN. Er ist Mitglied des PEN-Zentrums Deutschland, Mitgründer des PEN Berlin und gehört der Freien Akademie der Künste in Hamburg an.

## Werke (Auswahl)
- Der Schriftsteller Hans Henny Jahnn. Die Jahre 1894-1935. Biographischer Versuch. Hamburg, Diss. phil. 1999.
- Verlängerte Reise. Roman. Kowalke 2000, ISBN 3-932191-16-1.
- Der gestrandete Wal. Das maßlose Leben des Hans Henny Jahnn. Die Jahre 1894–1935. Aufbau Verlag 2003, ISBN 3-351-02552-1. Aktualisierte Neuausgabe bei Hoffmann und Campe 2017, ISBN 978-3-455-50380-7.[10]
- Benns Doppelleben oder wie man sich selbst zusammensetzt. Deutsches Literaturarchiv Marbach, 2006, ISBN 3-937384-21-9.
- Heimito von Doderer und der Kirchheimer Tunnel in Lauffen a. N. Deutsches Literaturarchiv Marbach, 2008, ISBN 978-3-937384-42-9.
- Der Neckar. Eine literarische Reise. C. H. Beck, 2013, ISBN 978-3-406-64692-8.[11] Aktualisierte Paperback-Ausgabe bei C. H. Beck 2024, ISBN 978-3-406-81217-0.
- "Mich zu fixieren, ist unmöglich." Versuch über Joseph Roth, in: Akzente. Zeitschrift für Literatur, H. 5/2014, S. 463–479.[12]
- Im Schattenreich der wilden Zwanziger. Fotografien aus dem Nachlass von Ruth Landshoff-Yorck. Deutsches Literaturarchiv Marbach, 2017, ISBN 978-3-944469-29-4.
- Zwischen Himmel und Elbe. Eine Hamburger Kulturgeschichte. C. H. Beck 2020, ISBN 978-3-406-75814-0.[13]
- Himmel grau und wochentäglich. Elbe- und Alster-Bilder von Johannes Nawrath mit Betrachtungen von Jan Bürger. Junius 2023, ISBN 978-3-96060-571-3.[14]